# Cristina D'Avena e i tuoi amici in TV 18
Cristina D'Avena e i tuoi amici in TV 18 è una raccolta della cantante Cristina D'Avena pubblicata nel 2005, primo volume della collana ad aver abbandonato il formato MC.

## Tracce
Testi di Alessandra Valeri Manera tranne Con noi.
1. Piccoli problemi di cuore (musica: Franco Fasano) – 4:00
2. Con noi (testo: Domenico Capuano, Gregory Colla, Gabry Ponte – musica: Gregory Colla, Gabry Ponte) – 3:46
3. Peter Pan (musica: Carmelo Carucci) 3:23
4. Fiabissime (musica: Valeriano Chiaravalle) 1:37
5. Pippi Hurrà (musica: Franco Fasano) 3:39
6. Patty e Bobby (Chi trova un vero amico) (musica: Carmelo Carucci) 4:21
7. The Mask (musica: Piero Cassano, Max Longhi) 3:46
8. Kipper (musica: Silvio Amato) 3:15
9. Un fiume di avventure con Huck (musica: Franco Fasano) 3:38
10. Le avventure della dolce Katy (musica: Detto Mariano) 2:48
11. Let's and Go - sulle ali di un turbo (musica: Max Longhi, Giorgio Vanni) 3:03
12. Starla e le sette gemme del mistero (musica: Silvio Amato) 3:55
13. Il laboratorio di Dexter (musica: Franco Fasano) 4:10
14. Maledetti scarafaggi (musica: Max Longhi, Giorgio Vanni) 2:08
15. Prendi il mondo e vai (musica: Massimiliano Pani) 3:16
16. Pippo e Menelao (musica: Vincenzo Draghi) 3:43
17. Fl-eek stravaganza (musica: Franco Fasano) 3:39
18. Puffa di qua, puffa di là (musica: Giordano Bruno Martelli) 2:18
19. Si salvi chi può! Arriva Dennis (musica: Vincenzo Draghi) 3:46
20. Un passo dopo l'altro sulle strade di Gesù (musica: Silvio Amato) 4:21

## Interpreti e cori
- Cristina D'Avena (n. 1-3-4-5-6-7-8-9-10-12-13-15-16-18-19-20)
- Gabry Ponte (n. 2)
- Giorgio Vanni (n. 11-14)
- Pietro Ubaldi (n. 17)
- I Piccoli Cantori di Milano diretti da Laura Marcora